# Perepau
|  | Per a altres significats, vegeu «Perepau (Vilafranca del Penedès)». |

El Perepau és una muntanya de 450 metres del municipi de Roquetes, a la comarca catalana del Baix Ebre.